# Izsópallaga
Izsópallaga (Hotar), település Romániában, a Partiumban, Bihar megyében.

## Fekvése
A Réz-hegység alatt, Élesdtől délkeletre, a nagyvárad–kolozsvári vasútvonal közelében fekvő település.

## Története
Izsópallaga nevét 1508-ban említette először oklevél Isoparlaga néven.
1808-ban Izsopallaga ~ Isopallaga, 1888-ban és 1913-ban Izsópallaga néven írták.
Izsópallaga a török hódoltság előtt a Telegdi család, a 19. század elején pedig a Beőthy család birtoka volt, majd a 20. századelején Zathureczky Istvánnak volt itt nagyobb birtoka.
1851-ben Fényes Elek írta a településről:
Isópallaga, románul Hatór, Bihar vármegyében, 3 dombon keresztül szórva, 710 óhitő lakossal, kik
meszet készitnek, s avval kereskednek. Határa 6478 hold, ... Birja Beöthy Zsigmond. Van itt óhitű
anyatemplom

## Nevezetességek
- Görögkeleti temploma